# Adolf von Kleist
Adolf Friedrich Paul Ewald von Kleist (Spandau, 24 februari 1886 - Leveste, 14 juli 1957) was een Duitse officier en Generalleutnant tijdens de Tweede Wereldoorlog. 

## Leven
Op 24 februari 1886 werd Adolf von Kleist geboren in Spandau. Adolf Friedrich Theodor von Kleist stamde uit de Muttrin-Damen-lijn van zijn Pommerse oeradel-familie, die wijdverbreid was in Pruisen. Hij was de tweede zoon van de Pruisische Generalleutnant Paul von Kleist en zijn vrouw Marie Freiin von Riese-Stallburg (1863–1951). Adolf had nog een broer en een zuster. Net als zijn vader koos von Kleist ervoor om soldaat te worden, en werd hij cavalerist. Na zijn opleiding aan de cadettenschool, ging von Kleist op 20 juli 1906 als Fähnrich (vaandrig) in dienst van het Pruisische leger, en werd geplaatst in het Ulanen-Regiment „Prinz August von Württemberg“ (Posensches) Nr. 10 gestationeerd in Züllichau (hedendaags Polen). Na zijn leergang aan de militaire academie, werd hij op 1 oktober 1906 bevorderd tot Leutnant (tweede luitenant). Zijn Patent werd daarbij op 14 juni 1905 vastgesteld. Als Leutnant werd von Kleist als eskadronofficier in het Ulanen-Regiment „Prinz August von Württemberg“ (Posensches) Nr. 10 ingezet.
Op 5 januari 1910 trouwde von Kleist met Gertrud von Sydow in Kalzig bij Züllichau. Het echtpaar kreeg drie dochters. Op 20 april 1911 werd hun eerste dochter Edelgard Paula Martha Sophie Elisabeth in Hannover geboren.
In 1912 werd hij voor een jaar naar het militaire paardrijdinstituut in Hannover gecommandeerd. Op 13 januari 1913 werd hun tweede dochter Ruth Maria Alice Victoria in Berlijn geboren.

### Eerste Wereldoorlog
Voor de uitbraak van de Eerste Wereldoorlog behoorde von Kleist in de zomer van 1914 als ordonnansofficier tot dit regiment. Op 19 juni 1914 werd hij bevorderd tot Oberleutnant (eerste luitenant). Tijdens de oorlog had von Kleist verschillende functies waarin hij werkte. Aanvankelijk nam hij deel aan de opmars naar Parijs met zijn Ulanen-Regiment „Prinz August von Württemberg“ (Posensches) Nr. 10. In de herfst na de terugtrekking van de Marne met zijn regiment, werd hij met zijn regiment naar het Oostfront verplaatst, en kwam tot inzet bij Lodz. In de winter van 1914-1915 werd von Kleist met zijn regiment in het Poolse-Hongaarse grensgebied ingezet. In juli 1915 nam hij deel aan de opmars naar Galicië, en raakte in gevecht noordelijk van Lemberg. Op 4 juli 1915 raakte von Kleist gewond. Na zijn genezing werd hij op 24 juli 1915 bevorderd tot Rittmeister (ritmeester). In september 1915 keerde von Kleist als chef van een eskadron terug naar het Ulanen-Regiment „Prinz August von Württemberg“ (Posensches) Nr. 10. In een stellingoorlog bij Pinsk onderscheidde hij zich. In 1916 werd von Kleist benoemd tot chef van een machinegeweer-eskadron. Met zijn eenheid werd hij in eind 1917 naar het Westfront overgebracht. Later kreeg hij een functie in de Generale Staf. Op 10 februari 1918 werd hun jongste dochter Ingeburg Gertrud Margot Erika geboren in Berlijn. In 1918 werd von Kleist als Generale Stafofficier in de 86e Infanteriedivisie ingezet. Bij deze eenheid beleefde hij zware achterhoedegevechten bij Reims.

### Interbellum
Na de oorlog werd von Kleist ingezet in de Grenzschutz Ost (Grensbewaking Oost). Hij raakte gewond tijdens een straatgevecht in Wollenstein, provincie Posen. Op 1 oktober 1919 werd von Kleist als Rittmeister overgenomen in de Reichsheer. In het voorjaar van 1920 werd hij in het 200.000 manschappen overgangsleger als chef van het eskadron in het Reiter-Regiment 10 ingezet. Tijdens de de opbouw van het 100.000 manschappen Reichsheer in de Reichswehr, werd hij opgenomen in het 10. (Preuß.) Reiter-Regiment. Ook in dit leger werd von Kleist de komende jaren als chef van een eskadron ingezet. In het voorjaar van 1924 werd hij overgeplaatst om als chef van het opleidingseskadron in het 10. (Preuß.) Reiter-Regiment wat gestationeerd in Züllichau was. Tijdens de periode bij deze eenheid, werd von Kleist op 1 februari 1928 bevorderd tot Major (majoor). Op 1 oktober 1928 werd hij overgeplaatst naar het Reichswehrministerium (RWM) (vrije vertaling: Rijksministerie van Defensie) in Berlijn. De komende jaren werd hij in de inspectie van de Cavalerie (In 3) ingezet. Zijn oudste dochter trouwde op 17 juni 1931 in Züllichau met de latere Generalmajor Hermann von Oppeln-Bronikowski. Op 1 december 1932 werd von Kleist in de In 3 in het RWM tot Oberstleutnant (luitenant-kolonel) bevorderd. Na zijn bevordering, werd hij op 1 april 1934 als de opvolger van de Oberst Friedrich von der Lippe tot commandant van het 12. Reiter-Regiment in Dresden benoemd. Tijdens de verdere opbouw van de Reichswehr in de Wehrmacht, werd von Kleist op 1 oktober 1934 tot commandant benoemd van het Reiter-Regiment in Dresden. Als gevolg van zijn nieuwe functie, werd hij op 1 november 1934 bevorderd tot Oberst (kolonel). Hij voerde het commando over het regiment tot 1 mei 1935. Dezelfde dag nog nam von Kleist als opvolger van de Oberst Rudolf Veiel het commando over het 18. Reiter-Regiment in Stuttgart. Op 4 augustus 1936 trouwde zijn dochter Ruth Maria met de toekomstige Oberst i.G. Max von Groll. Door de nieuwe naamsverandering van zijn regiment, werd hij begin oktober 1936 benoemd tot commandant van het Kavallerie-Regiment 18. Op 3 augustus 1937 trouwde zijn jongste dochter Ingeburg met de latere Brigadegeneral der Bundeswehr Hans-Georg Lueder. Begin oktober 1937 droeg hij het commando van het regiment weer over aan de Oberstleutnant Adolf Voig. Kort daarvoor was hij aangesteld als commandant van Hannover. Na zijn aanstelling als commandant van Hannover, werd von Kleist op 1 maart 1938 bevorderd tot Generalmajor (brigadegeneraal).

### Tweede Wereldoorlog
Aan het begin van de Tweede Wereldoorlog in de zomer van 1939, bleef von Kleist het commando voeren over Hannover. Op 1 april 1940 werd hem het Charakter als Generalleutnant (eretitel van generaal-majoor) verleend. Precies een jaar later werd von Kleist definitief bevorderd tot Generalleutnant. Eind december 1941 droeg hij het commando over de stad Hannover weer over. Hierna werd hij in het Führerreserve (OKH) geplaatst. Midden januari 1942 werd von Kleist mit der Führung beauftragt (m.d.F.b.) (vrije vertaling: met het leiderschap belast) van de Feldersatz-Division A belast. Op 1 juni 1942 werd hij permanent aangesteld als commandant van de Feldersatz-Division A. Midden november 1942 werd von Kleist opnieuw in het Führerreserve (OKH), maar dan ter beschikking van Heeresgruppe A voor "speciale taken beschikbaar" gesteld. Als speciale taak werd hij als commandant van de Osttruppen ingezet. Later werd hij vanwege een naamswijziging van zijn staf tot commandant van de Osttruppen z.b.V. 741 benoemd. Midden juni 1943 droeg von Kleist zijn commando weer over, en werd aan het einde van de maand voor twee weken met het leiderschap belast van de Division Nr. 160. Op 15 augustus 1943 volgde zijn benoeming tot Oberfeldkommandantur 225 (OFK 225), en werd naar Warschau gecommandeerd. Daar kreeg hij de plaatsing van de functie als Oberfeldkommandant. Een maand later werd von Kleist dan tot Oberfeldkommandant benoemd. Op 7 februari 1944 moest hij het commando weer overdragen vanwege een dijbeenbreuk. Hij ging voor zijn genezing weer terug naar Hannover. In 1944 maakte von Kleist een bombardement mee. Tot het einde van de oorlog kreeg hij geen commando meer. Midden april 1945 werd hij door de bezettingstroepen gearresteerd.

## Na de oorlog
Op 28 juni 1947 werd hij uit gevangenschap weer vrijgelaten. Over het verdere verloop van zijn leven is niets bekend. Op 14 juli 1957 stierf von Kleist in Leveste bij Hannover.

## Militaire carrière
- Generalleutnant: 1 april 1941[8][1]
- Charakter als Generalleutnant: 1 april 1940[8][1]
- Generalmajor: 1 maart 1938[8][1]
- Oberst: 1 november 1934[8][1]
- Oberstleutnant: 1 december 1932[8][1]
- Major: 1 februari 1928[8][1]
- Rittmeister: 24 juli 1915[8][1]
- Oberleutnant: 19 juni 1914[8][1]
- Leutnant: 1 oktober 1906 (Patent vanaf 14 juni 1905[8])
- Fähnrich: 20 juli 1906[8][1]

## Onderscheidingen
Selectie:
- IJzeren Kruis 1914, 1e Klasse[1] en 2e Klasse[1]
- Erekruis voor Frontstrijders in de Wereldoorlog[1]
- Gewondeninsigne 1918 in zwart[1]
- Dienstonderscheiding van Leger en Marine, 4e tot 1e Klasse (25 dienstjaren)[1]
- Reddingsmedaille (Pruisen) aan lint[1]
- Hanseatenkruis Hamburg[1]
- Kruis voor Militaire Verdienste (Oostenrijk-Hongarije), 3e Klasse met Oorlogsdecoratie[1]